# Anolis evermanni
Anolis evermanni este o specie de șopârle din genul Anolis, familia Polychrotidae, descrisă de Stejneger 1904. Conform Catalogue of Life specia Anolis evermanni nu are subspecii cunoscute.